# فرقة مسرح جنوب السودان
فرقة مسرح جنوب السودان هي فرقة مسرحية تأسست عام 2012، مباشرةً بعد حصول جنوب السودان على استقلاله عام 2011.

## الملخص
وفقًا لأخبار شبكة سي إن إن (CNN)، يمكن الآن تمثيل مسرحية سيمبلين ولعبها بشكل منتظم من خلال الدراسة الشاملة للقصة وعرضها محليًا ودوليًا بمساعدة الإنترنت وعالم التكنولوجيا اليوم.
أعلنت فرقة المسرح عن جهودها لجعل المسرحية تبدو طبيعية ومرتبطة بشعب جنوب السودان من خلال كتابة نص المسرحية باللهجة العربية في جوبا، وعدم اتخاذ العربية الفصحى لغة أساسية، بل دعت جميع الدول العربية لاتباع نهجها وتكوين لغتها الخاصة لتحصل على استقلال تام وتزيل ارتباطاتهم التاريخية بالجوار.